# Trevor Story
Trevor John Story, född den 15 november 1992 i Irving i Texas, är en amerikansk professionell basebollspelare som spelar för Boston Red Sox i Major League Baseball (MLB). Story är andrabasman, men har tidigare varit shortstop.
Story har tidigare spelat för Colorado Rockies (2016–2021). Han har tagits ut till två all star-matcher och vunnit två Silver Slugger Awards. Han har en gång haft flest stulna baser i National League.

## Karriär

### Major League Baseball

#### Colorado Rockies
Story draftades av Colorado Rockies 2011 som 45:e spelare totalt direkt från high school. Han debuterade i MLB för Rockies den 4 april 2016 under klubbens första match för säsongen och gjorde omedelbar succé. Redan i hans första match slog han två homeruns, vilket aldrig hänt tidigare i National Leagues långa historia. I nästa match slog han en till och blev den tredje spelaren i MLB:s historia att slå tre homeruns i sina två första matcher. Även i den tredje matchen slog han en homerun och blev den första spelaren i MLB:s historia att slå homeruns i sina tre första matcher och även den första att ha homeruns som sina fyra första hits. I den fjärde matchen slog han två homeruns och ingen hade före honom slagit sex homeruns på sina första fyra matcher under karriären och ingen hade heller slagit sex homeruns på de första fyra matcherna av en säsong över huvud taget. Han avslutade sin första vecka i MLB med att slå sin sjunde homerun i sin sjätte match, fler än någon tidigare slagit under sitt lags sex första matcher av en säsong. Föga förvånande utsågs han till veckans spelare i National League. Med tio homeruns i april tangerade han MLB-rekordet för rookies för den månaden. Han utsågs till månadens rookie i National League för april. I slutet av juli skadade han ena tummen och tvingades till operation, vilket gjorde att han missade de två sista månaderna av säsongen. Vid skadetillfället hade han slagit 27 homeruns, flest i National League. Sett över hela säsongen hade han ett slaggenomsnitt på 0,272, 27 homeruns och 72 RBI:s på 97 matcher och kom fyra i omröstningen till National Leagues Rookie of the Year Award.

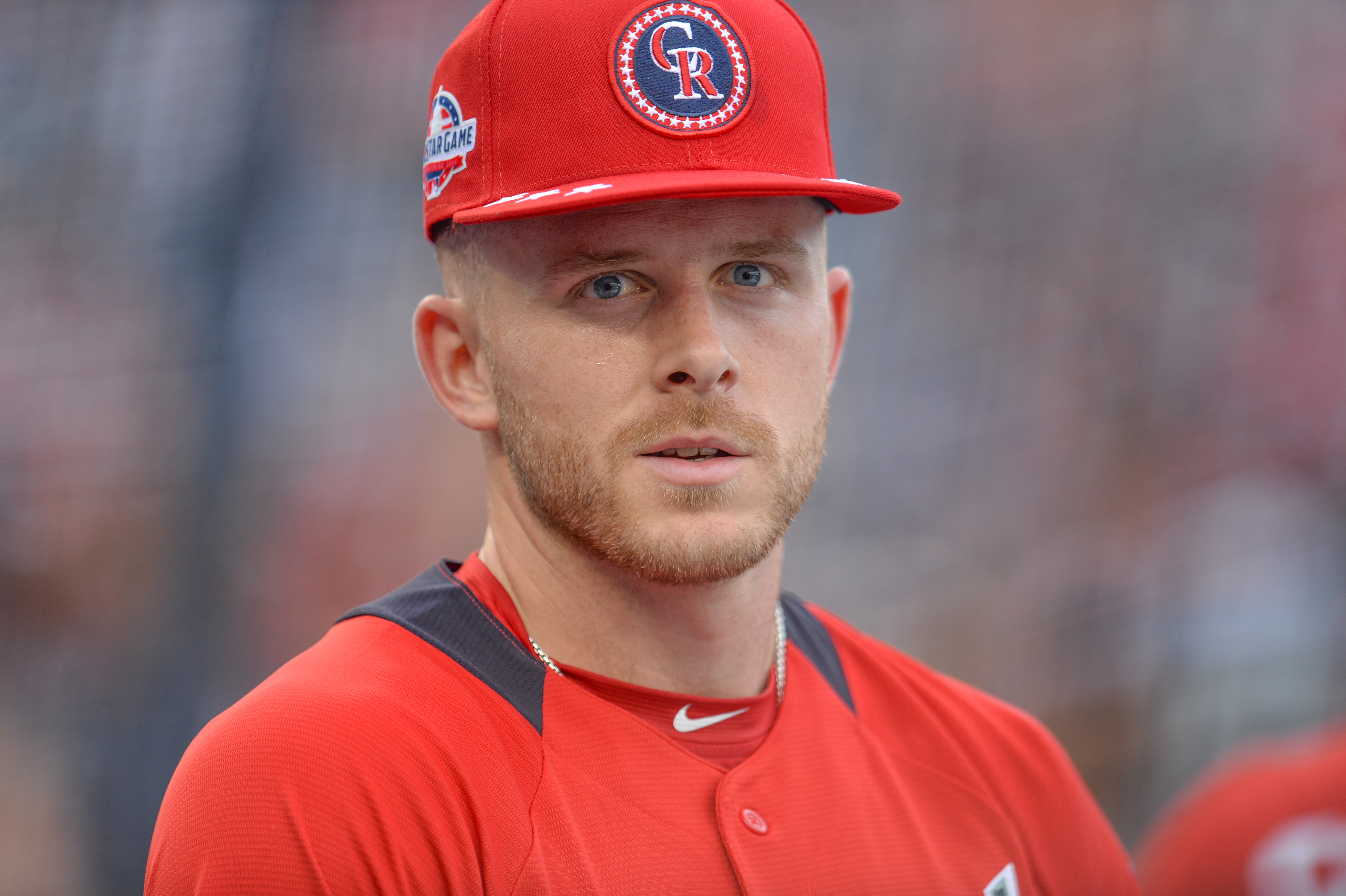
Story vid MLB:s all star-match 2018.

Story var inte lika framgångsrik 2017 då han hade ett slaggenomsnitt på 0,239, 24 homeruns och 82 RBI:s på 145 matcher. Hans 191 strikeouts var flest i National League. Han spelade mycket bättre 2018 och togs ut till sin första all star-match. Totalt under 2018 var hans slaggenomsnitt 0,291 och han hade 37 homeruns och 108 RBI:s på 157 matcher. Han var bäst i National League i extra-base hits (85) och näst bäst i homeruns och slugging % (0,567). Han blev den första shortstopen i MLB:s historia att ha minst 40 doubles, 30 homeruns och 25 stulna baser under en och samma säsong. Vidare blev han den tredje shortstopen i National Leagues historia, efter National Baseball Hall of Fame-medlemmarna Honus Wagner och Ernie Banks, att vara bäst i ligan i extra-base hits och hans 85 extra-base hits var näst flest av en shortstop i ligans historia. Han belönades med sin första Silver Slugger Award som den bästa offensiva shortstopen i National League.
I slutet av maj 2019 nådde Story milstolpen 100 homeruns under grundserien i karriären och han gjorde det på bara 448 matcher, snabbare än någon shortstop i MLB:s historia. Senare under säsongen togs han ut till sin andra raka all star-match. Han hade under 2019 ett slaggenomsnitt på 0,294, 35 homeruns och 85 RBI:s på 145 matcher. Han blev den första shortstopen i MLB:s historia att inleda karriären med fyra raka säsonger med minst 20 homeruns och belönades med sin andra raka Silver Slugger Award.
2020 års säsong förkortades kraftigt på grund av covid-19-pandemin och Story spelade 59 matcher med ett slaggenomsnitt på 0,289, elva homeruns och 28 RBI:s. Hans 15 stulna baser var flest i National League och hans fyra triples var delat flest. Under nästföljande säsong sjönk hans slaggenomsnitt till 0,251 och han hade 24 homeruns och 75 RBI:s på 142 matcher. Efter säsongen blev han free agent för första gången.

#### Boston Red Sox
I mars 2022 skrev Story på ett sexårskontrakt med Boston Red Sox som rapporterades vara värt 140 miljoner dollar. Kontraktet innehöll en möjlighet för honom att bryta det efter fyra säsonger och en möjlighet för klubben att förlänga det med ett sjunde år för ytterligare 20 miljoner dollar. Eftersom Red Sox redan hade Xander Bogaerts som shortstop innebar klubbytet att Story fick byta spelposition till andrabasman.